# Poppy Playtime
Poppy Playtime es un videojuego de terror y puzles desarrollado y publicado por la empresa MOB Entertainment (anteriormente MOB Games). El primer capítulo se lanzó en Steam para Microsoft Windows el 12 de octubre de 2021, más tarde, el 11 de marzo de 2022, se lanzó en Play Store para Android y en App Store para iOS, el 15 de enero de 2024 para Nintendo Switch y PlayStation 5, y el 12 de julio de 2024 para Xbox. 
El segundo capítulo se lanzó en Steam para Microsoft Windows el 5 de mayo de 2022, para Play Store y App Store el 15 de agosto de 2022, para Xbox y PlayStation 5 el 20 de septiembre de 2024, y para Nintendo Switch el 31 de octubre de 2024. Mientras que el capítulo 3 se lanzó en Steam para Microsoft Windows el 30 de enero de 2024, para Xbox y PlayStation 5 el 20 de septiembre de 2024, para Nintendo Switch el 31 de octubre de 2024, y para Play Store y App Store el 13 de noviembre de 2024.
El cuarto capítulo se lanzó en Steam para Microsoft Windows el 30 de enero de 2025, para Xbox, PlayStation 5 y Nintendo Switch el 25 de junio de 2025, y para Play Store y App Store el 16 de julio de 2025.

## Jugabilidad
Poppy Playtime es un Survival Horror en primera persona que se ambienta en el interior de una fábrica de juguetes abandonada perteneciente a la cadena «Playtime Co.» la cual fue popular durante la década de los 50 y por el lanzamiento de una muñeca de porcelana que funciona como mascota de la franquicia llamada Poppy Playtime. El protagonista debe sobrevivir y enfrentar a los diferentes enemigos que van apareciendo en los niveles repartidos a modo de capítulos. Uno de los dispositivos recurrentes es el GrabPack, una mochila capaz de lanzar manos artificiales con las que los jugadores pueden desbloquear puertas y accesos, además de alcanzar objetos o desplazarse por pasillos devastados.
También a lo largo de la fábrica hay cintas VHS repartidas que se pueden reproducir introduciéndolos en los reproductores VHS correspondientes dependiendo de su color las cuales contienen pistas sobre los objetivos y trasfondo de algunos personajes, así como algunas mecánicas del juego. Los jefes del juego, son juguetes creados por la compañía, los cuales al no poder ser derrotados por el jugador, deberán ser evadidos, por lo general en secuencias de persecución para avanzar en la trama de los capítulos, de tal forma qué se debe hacer uso de objetos en el entorno para deshacerse de los enemigos en vez de una confrontación directa.

## Argumento

### Capítulo 1: A Tight Squeeze (Un Apretón Fuerte)
El protagonista recibe un extraño paquete por correo el cual contiene una cinta de video VHS en su interior, que muestra un comercial de la muñeca "Poppy" (La mascota principal de la franquicia) y recorridos por la fábrica, antes de cortar abruptamente para empalmar imágenes de grafiti de una amapola y una carta del personal desaparecido, solicitándole "encontrar la flor". Luego visita la fábrica de juguetes abandonada para averiguar qué pasó con el personal. Después de resolver el código de una puerta de seguridad, ve una cinta VHS que le presenta el GrabPack, un dispositivo que usaba el personal para operar en el lugar sin riesgo a dañarse. Después de abrir la puerta del vestíbulo con este, se nos presenta a Huggy Wuggy, que se encuentra en exhibición en el centro de la habitación. Mientras intenta abrir una puerta en el vestíbulo, la energía se corta repentinamente, lo que lo obliga a restaurarla en la sala de control de esta. 
Después de regresar al vestíbulo, descubre que Huggy Wuggy ha desaparecido de su podio. Luego, el protagonista restaura la energía de un panel de control para controlar una grúa aérea y recuperar la mano derecha del GrabPack. Luego desbloquea e ingresa a la sección "Make a friend" (Haz un amigo) donde restaura la energía a la maquinaria y fábrica un juguete. Luego coloca el juguete en un escáner y se abre una puerta que conecta con el vestíbulo. Tras intentar ingresar, Huggy Wuggy se aparece de repente como una versión monstruosa con dientes afilados y persigue al protagonista a través de una red de cintas transportadoras. Después de llegar a un callejón sin salida, el protagonista tira hacia abajo una caja y rompe parte de la cinta transportadora, lo que hace que Huggy Wuggy caiga al fondo de la fábrica, aparentemente matándolo en el acto. Luego se dirige al grafiti de amapola antes mencionado y entra en una habitación, donde encuentra a la muñeca Poppy en una vitrina. El protagonista luego la abre, liberando a la muñeca Poppy, quien dice de manera sorprendida: "Abriste mi caja".

### Capítulo 2: Fly In A Web (Mosca En Una Telaraña)
Luego de despertar de un desmayo, el jugador despierta en la habitación donde Poppy fue liberada, con la caja vacía y sin rastros de ella. El jugador comienza a explorar los pasillos traseros de la fábrica y finalmente encuentra la oficina de Elliot Ludwig, el fundador de Playtime Co. Después de entrar por las rejillas de ventilación de la oficina, se encuentra con Poppy, quien le agradece por liberarla y se ofrece a ayudarlo a escapar de la fábrica dándole un código para activar el tren de la fábrica, pero después una mano elástica la agarra y la arrastra hacia el interior de la fábrica. A medida que se acerca a la Game Station donde se encuentra el tren, el jugador se encuentra con Mommy Long Legs, quien tiene a Poppy como rehén y se lleva la mano roja del GrabPack del jugador. Ella desafía al jugador a ganar los tres juegos en la Game Station y, a cambio, le dará el código del tren, amenazándolo con matarlo si desobedece las reglas. Avanzando por la fábrica, el jugador crea la mano verde para el GrabPack y luego continúa con los tres juegos. El primero es "Musical Memory", donde tendrá que recordar las secuencias de los colores y evitar a Bunzo el conejo, para después salir del almacén de los juguetes rechazados por la compañía. El segundo es "Wack-a-Wuggy", un juego de golpea al topo para evitar a los Mini Huggies y salir de la zona de empacamiento de juguetes donde se tendrá un breve encuentro con Kissy Missy, la versión femenina de Huggy Wuggy, y finalmente "Statues", un juego de luz verde y luz roja para escapar de PJ Pug-a-Pillar. 
Tras avanzar en los dos primeros juegos, el jugador solo puede obtener dos partes del código antes de escapar durante el tercer juego (ya que el final fue bloqueado por escombros), huyendo a los túneles debajo de la fábrica. Mommy Long Legs enfurecida lo acusa de hacer trampa y lo persigue a través de los túneles. Después de esquivarla constantemente en una última persecución, el brazo de Mommy se atasca en una trituradora, cosa que el jugador aprovecha para accionar la palanca que la activa, justo en ese momento Mommy Long Legs empieza a gritar de terror mientras le recrimina al jugador diciendo: "¡Que es lo que has hecho!, ¡Me obligaras a ser parte de él!, ¡No puedes hacerme esto a mi!", hasta que finalmente la máquina aplasta el cuerpo de Mommy Long Legs y muere partida a la mitad de forma instantánea, pero luego que esta muere una misteriosa mano robótica con dedos como agujas (que más tarde se reveló que pertenecía a una misteriosa criatura llamada "El Prototipo") sale de una puerta cercana y se lleva su torso sin vida. Mas tarde el jugador encuentra a Poppy atrapada en una telaraña con la tercera parte del código. Después de liberarla, el jugador sube al tren para escapar, pero Poppy desvía el tren en la otra dirección en el último segundo, diciendo que no podía dejarlo que se fuera todavía debido a los eventos que ocurrieron dentro de la fábrica y afirmando que sabe que el jugador puede manejar lo que venga después, sin embargo, la voz de Poppy se corta de la radio, el tren aumenta su velocidad, se sale de control y descarrila, causando que el protagonista se desmaye después del violento choque, cuando despierta ve un cartel que dice "Playcare" y queda inconsciente.

### Capítulo 3:  Deep Sleep (Sueño Profundo)
Después de sobrevivir al descarrilamiento del tren, el jugador es inmediatamente capturado por un ser gigante llamado Catnap, un juguete viviente descontinuado de la compañía y parte de una línea de peluches conocidos como los Smiling Critters (Criaturas Sonrientes), que lo arroja por un túnel de la fábrica hasta un compactador de basura con intenciones de eliminarlo, sin embargo el jugador recobra la consciencia y consigue escapar del compactador de basura antes de ser aplastado. Momentos después de salir, el jugador recibe una llamada de una voz misteriosa que se hace llamar Ollie, que le explica que la muñeca Poppy no lo dejó ir de la fábrica porque lo necesita para deshacerse de Catnap quien venera al experimento 1006 (El Prototipo) de forma religiosa y por ende es el último obstáculo entre ellos y el experimento 1006.
Siguiendo las instrucciones de Ollie, el jugador llega hasta la guardería de Playcare, un orfanato subterráneo donde se realizaban experimentos e investigaciones en los huérfanos a cargo de la compañía Playtime Co. Así como también el lugar utilizado como guarida del monstruoso Catnap. En eso Ollie le explica que se debe cambiar el curso del humo rojo producido por Catnap, pero para eso necesitan restablecer la energía de las instalaciones y le entrega al extrabajador la llave para entrar a la zona de "Hogar Dulce Hogar", el edificio donde se hospedaban los huérfanos. A su ingreso el jugador cae víctima de los efectos del humo rojo, provocándole un desmayo así como una alucinación con Huggy Wuggy tras reproducir una cinta de video VHS. No obstante el jugador se despierta de los efectos del gas rojo y continua la exploración del orfanato, donde finalmente encuentra una máscara antigás con la que puede protegerse de los efectos del humo rojo. 
Después de explorar el edificio y restablecer la energía del mismo a su llegada al exterior, el jugador se reencuentra con Kissy Missy, la cual trata de atacarlo, sin embargo la muñeca Poppy se aparece segundos después en la escena con una linterna y le dice a Kissy Missy que deje en paz al jugador, ya que el no es el enemigo. Momentos después, La muñeca Poppy se disculpa por haberlo traicionado previamente y le revela que lo necesita para eliminar de una vez por todas al Prototipo. Al poco tiempo Ollie se vuelve a comunicar y explica que el siguiente paso es conectar la corriente en la escuela del Playcare, lugar acechado por Miss Delight, una juguete viviente que simula a una profesora de escuela, quien al detectar la presencia del jugador, intenta asesinarlo en su camino a restablecer el generador, por lo que tiene que eludirla en una persecución que culmina cuando éste le aplasta la cabeza con una de las puertas eléctricas de la escuela, matándola en el acto. 
Sin más elección que desplazarse por la zona inferior del Playcare, el jugador explora una caverna donde atestigua a Catnap venerando una escultura hecha de cadáveres de juguetes y de restos humanos en tributo al experimento 1006. Tras atravesar un laberinto en el Playhouse, en una de sus prisiones, el jugador encuentra al mutilado juguete viviente de Dogday, quien fue colocado allí por Catnap por considerarlo un traidor. Este le advierte que debe abandonar la fábrica mientras pueda, pero segundos después este es atacado por las versiones pequeñas de los Smiling Critters y le advierte al jugador que huya rápido de ahí, antes de morir y ser poseído por estos, quienes usan los restos de Dogday para intentar matar al jugador, quien logra escapar. Luego Ollie envía al jugador a la consejería de la zona de Playcare como su objetivo final, pero mientras intenta restablecer la energía del lugar, Catnap rápidamente embosca al jugador y lo golpea hasta aturdirlo y dejarlo encerrado en una habitación por unos minutos, donde además le arrebata la máscara antigás en el proceso. Momentos después, el jugador se despierta del fuerte golpe, pero justo en ese momento Catnap de forma amenazante le advierte por teléfono al jugador que abandone la zona Playcare o de lo contrario este lo asesinará.
Tras regresar al centro del Playcare para terminar con la misión, el jugador se prepara para confrontar a Catnap, reteniéndolo afuera de la sala de los generadores, de tal forma que una vez que puede cargar la mano verde con suficiente energía, la utiliza contra Catnap para electrocutarlo y dejarlo herido de muerte. Pero en medio de su agonía final, el Prototipo se aparece tras la derrota de Catnap, a quien asesina sin misericordia, clavando sus filosas garras en su cabeza, para momentos después llevarse su cadáver. Tras lograr vencer a Catnap el jugador se dirige a restablecer la energía de la zona de Playcare, pero antes recibe una llamada de Ollie felicitándolo por haber vencido a Catnap, afirmando que con este último estando muerto, el jugador está más cerca de alcanzar al Prototipo y le asegura que ya hizo su elección de quedarse para ayudar a la muñeca Poppy. Tras lograr restablecer la energía y eliminar el humo rojo de Catnap, el jugador se reúne nuevamente con la muñeca Poppy y con Kissy Missy para continuar con su tarea de eliminar al experimento 1006, pero antes de continuar, la muñeca Poppy le muestra una cinta de video donde le revela finalmente la verdad sobre lo acontecido con los demás trabajadores en una grabación de seguridad, la cual muestra como todos los empleados y visitantes de la fábrica fueron atacados y masacrados por los juguetes vivientes en un evento conocido como "La Hora de la Alegría". 
Luego de ver la grabación, la muñeca Poppy le explica al jugador que recuerda como las personas presentes en aquel momento, tanto los inocentes como los culpables de los atroces experimentos, estaban corriendo y escondiéndose como podían para sobrevivir a la masacre y que para cuando todo ese incidente termino, los juguetes vivientes se llevaron los cuerpos a la parte más profunda de la fábrica donde nunca serían encontrados. Además de ello, La muñeca le explica que en su momento no pudo advertirle a los humanos del peligro que se avecinaba, ya que esta había sido capturada y encerrada en una caja, aparentemente por el Prototipo o por el mismo Catnap, para que esta no interfiriera en los planes de venganza del Prototipo. Posteriormente, invita al jugador a que la acompañe a descender en un elevador pero como solo puede usarse de ida y vuelta a la vez, deben continuar sin Kissy y enviarla después para que los alcance. Conforme Poppy le explica sus siguientes pasos, ambos escuchan los gritos de terror de Kissy, angustiando a Poppy, quien intenta volver desesperadamente para ayudarla, pero desafortunadamente la compuerta se cierra y deja tanto a la muñeca Poppy como al jugador atrapados.

### Capítulo 4: Safe Haven (Refugio Seguro)
Siguiendo los acontecimientos del capítulo anterior, Poppy decide dejar al jugador en la parte inferior del ascensor mientras ella decide volver a subir para buscar a Kissy. Al encontrarse en una prisión subterránea, el jugador se abre paso hacia el interior, sin embargo un programa informático llamado el Doctor se entera de su presencia y opta por ponerlo a prueba. No obstante, el protagonista sigue adelante y obtiene una linterna y una mano roja de repuesto. Mientras tanto, Ollie intenta ponerse en contacto con el jugador, pero descubre que hay mucha interferencia en la llamada que termina cortándose. Por otro lado, el Doctor libera a Yarnaby, un monstruo parecido a un león de juguete, para cazar al jugador, pero este consigue escapar gracias a la ayuda de un monstruo hecho de una sustancia similar a la plastilina llamado Doey the Doughman, aliado de Poppy, el cual guía al protagonista al "Refugio Seguro", ubicado en una sala de seguridad reutilizada.
En el camino, el protagonista se reúne nuevamente con Poppy y Kissy, la cual salió gravemente herida y eluden por poco al Prototipo, el cual se encuentra merodeando por los alrededores de la zona. Una vez que están a salvo, Poppy revela que los huérfanos todavía están vivos y durmiendo en la guarida del Prototipo. Con la esperanza de matarlo y salvarlos simultáneamente, Poppy tiene la intención de detonar el humo rojo de Catnap que el jugador previamente había redirigido a los cimientos de la fábrica con viejas cargas de explosivos. Para facilitar esto, el jugador trabaja con Doey para detener al Doctor, quien Doey revela que solía ser el Dr. Harley Sawyer, un científico de Playtime Co. aliado con el Prototipo que creó los monstruos de la compañía antes de que sus superiores cargaran por la fuerza su mente en los sistemas informáticos de la fábrica. Por su parte, Doey le encarga al protagonista recuperar la "Omni-Hand" (Omni-Mano) del Doctor, que le permite controlar todo en la fábrica y la prisión excepto el Refugio Seguro. Antes de irse, Doey le menciona en privado su miedo de que Poppy intente sacrificarlos a todos con tal de conseguir su venganza.
Mientras restaura la energía a varios sistemas, el jugador consigue matar a Yarnaby, haciendo que este se enrede con una cadena en llamas y se incinere. Al llegar al laboratorio del Doctor, el jugador trabaja para debilitarlo, mientras tanto, él cuestiona sus motivos para regresar a Playtime Co. y afirma que Poppy no es mejor que el Prototipo. Sin embargo, el jugador finalmente localiza al Doctor, pero lo atrapa en el núcleo de su computadora en un intento fallido de matarlo. No obstante, sobrecarga sus sistemas y adquiere la Omni-Mano. Después de esto regresa al Refugio Seguro, pero Ollie advierte al jugador que el Prototipo lo siguió en secreto.
Ante esta situación, Poppy le encarga a Doey que distraiga todo lo posible al Prototipo, mientras el jugador se encarga de reparar un generador de electricidad necesario para llevar a cabo su plan y colocar los explosivos en los cimientos mientras ella protege a los habitantes de Refugio Seguro junto con Kissy. El jugador completa sus tareas, pero la explosión se propaga al Refugio Seguro, matando a todos los presentes. Enfadado por lo ocurrido, Doey se rebela en contra del protagonista y lo persigue adoptando una forma monstruosa. El jugador finalmente llega a un sitio de construcción subterráneo, donde usa botes de nitrógeno líquido, sierras industriales y una tuneladora para acabar matando a Doey, quien en medio de su agonía final se disculpa por sus acciones previas antes de morir.
Mientras busca sobrevivientes, el jugador se reúne con Poppy y Kissy en un ducto de ventilación, donde Poppy le recrimina al protagonista de por qué mató a Doey, antes de que el Prototipo se comunique con el grupo, revelando que Ollie ha estado muerto durante años; se hizo pasar por él para ganarse la confianza de Poppy y que había tomado los explosivos trasladándolos al Refugio Seguro. Temiendo que el Prototipo la vuelva a poner en su caja y sintiéndose traicionada, Poppy decide huir llorando por un agujero del lugar, dejando varados tanto a Kissy como al jugador en el ducto, pero en eso el Prototipo les advierte por teléfono que no se preocupen por Poppy, ya que el la encontrara a su debido momento, sin embargo les menciona tanto al protagonista como también a Kissy, que a estos no los necesita y que solo son un cabo suelto y que disfruten de su caída, momentos después los explosivos comienzan a detonar, donde en ese momento el protagonista por poco se cae por un agujero mientras Kissy trata de ayudarlo, pero desafortunadamente el brazo de Kissy se rompe y el jugador termina cayendo al vacío, mientras que ella aparentemente muere aplastada en el derrumbe subsecuente. Tras el derrumbe, el jugador aterriza y queda atrapado dentro de un laboratorio subterráneo secreto, donde este reproduce una cinta de grabación de Leith Pierre la cual activa una alarma de seguridad, pero justo cuando este observa por la ventana es sorprendido por un casi malherido y maltrecho Huggy Wuggy, el cual se revela que no murió en aquella caída en el capítulo 1 y empieza a golpear violentamente la puerta con tal de entrar a donde esta el protagonista, antes de que el humo rojo empiece a llenar la habitación en la que está atrapado.

## Personajes
- El jugador: es el protagonista principal del juego, es un ex empleado de la fábrica Playtime Co. quien tras recibir un extraño mensaje y una cinta de video por correo, decide regresar a la fábrica de juguetes abandonada y averiguar que fue lo que le paso al personal de la empresa, ya que estos desaparecieron misteriosamente hace una década sin dejar rastro.

- Poppy Playtime: una muñeca inteligente basada en el primer juguete creado por Playtime Co. que busca descubrir la verdad detrás de la empresa y matar al Prototipo. Mas adelante durante los acontecimientos del Capítulo 4, se revela por medio de una cinta de video que Poppy es en realidad la hija fallecida de Elliot Ludwig.

- Experimento 1006 / El Prototipo: es un experimento creado por los científicos de Playtime Co. capaz de imitar las voces de otros. Una década antes, tomó el control de todos los monstruos de la empresa y promulgó una brutal masacre de sus empleados en un evento que más tarde se conocería como la "Hora de la Alegría". En medio del recorrido del jugador por la fábrica de juguetes, el Prototipo recoge los cadáveres de Mommy Long Legs y Catnap para utilizar sus restos una vez que el jugador los mata.

- Experimento 1170 / Huggy Wuggy: es un monstruo basado en el juguete más exitoso y memorable de Playtime Co. que originalmente estaba ubicado en el vestíbulo principal de la fábrica de juguetes de la compañía haciéndose pasar por una estatua, al principio acecha al jugador desde la sombras hasta que finalmente lo persigue por las cintas transportadoras de la fabrica, hasta que el jugador lo hace caer en una trampa y le tira una pesada caja de madera encima, haciendo que Huggy Wuggy caiga a su aparente muerte en las profundidades de la fábrica. Más tarde durante los acontecimientos del capitulo 4, se revela que Huggy Wuggy no murió en la caída y reaparece al final, aunque no enteramente ileso y trata de atacar al protagonista, el cual esta encerrado un laboratorio subterráneo secreto.

- Experimento 1222 / Mommy Long Legs: un monstruo parecido a una araña con extremidades y cuello elásticos que Playtime Co. creó a partir de una huérfana llamada Marie Payne. Ubicada en la Game Station, toma a Poppy como rehén y desafía al jugador a completar los tres juegos de la estación con la intención de matarlo, solo para ser asesinada por éste a través de una trituradora de la fábrica, donde momentos después sus restos son tomados por el Prototipo.

- Kissy Missy: es la contraparte femenina y más amigable de Huggy Wuggy que ayuda a Poppy y al jugador en sus esfuerzos por detener al Prototipo. Hace una breve aparición el capítulo 2 ayudando indirectamente al jugador, pero más adelante Kissy Missy tomaría un papel mas relevante durante los acontecimientos de los capítulos 3 y 4 del juego.

- Experimento 1188 / Catnap: un monstruo parecido a un gato basado en un miembro retirado de la línea de muñecos de peluche perfumados de Playtime Co. llamados "Smiling Critters" (Criaturas Sonrientes), que puede producir un gas alucinógeno llamado "Humo Rojo". Originalmente fue un huérfano llamado Theodore Grambell, que fue electrocutado mientras intentaba escapar del orfanato de Playtime Co., llamado "Playcare", pero fue salvado por el Prototipo. Desde entonces, Catnap comenzó a adorarlo como a un dios. Después de que el jugador llega al Playcare, Catnap lo acecha e intenta matarlo, solo para ser derrotado por él. Luego se ofrece voluntariamente al Prototipo, quien lo mata con sus filosas garras y se lleva su cadáver.

- Ollie: un aliado invisible de Poppy que aparece en el capítulo 3, donde se comunica y ayuda al jugador en la zona del Playcare a través de un teléfono de juguete. En el capítulo 4, se revela que Ollie es el mismo Prototipo. El mismo menciona que si ha existido un tal Ollie realmente, pero hace mucho tiempo atrás.

- Miss Delight: una maestra humanoide atrapada en la escuela del Playcare y la última de una serie de Miss Delights, a quienes mató y devoró para sobrevivir. Cuando el jugador ingresa a la escuela para redirigir la energía, Delight le advierte que se vaya por su seguridad, pero este la ignora. Luego lo persigue e intenta matarlo, pero el jugador la mata aplastándole la cabeza con una de las puertas eléctricas de la escuela.

- Dogday: un monstruo parecido a un perro basado en un miembro de la línea de muñecos de peluche perfumados "Smiling Critters", al que Catnap mutiló y encarceló por desafiar al Prototipo. Dogday intenta advertirle al jugador sobre el Prototipo, solo para ser poseído y asesinado por las versiones pequeñas de los Smiling Critters.

- Experimento 1166 / Yarnaby: un monstruo con la apariencia de un león de juguete gigante, con su melena y pelaje compuestos completamente de hilo multicolor que funge como uno de los antagonistas del capítulo 4. En 1990, un joven huérfano llamado Quinn Navidson fue elegido para convertirse en este experimento.[3]

- Dr. Harley Sawyer: un científico de Playtime Co. que concibió la iniciativa "Cuerpos más grandes", fue quien supervisó la creación de los monstruos de la compañía y aparece por primera vez en Project: Playtime. Después del "Incidente del teatro", sus superiores cargaron su mente en los sistemas informáticos de Playtime Co.

- Experimento 1322 / Doey The Doughman: una criatura amorfa pero mentalmente inestable hecha de una sustancia similar a la plastilina creada a partir de dos huérfanos y de un niño llamado Jack Ayers, que cayó accidentalmente en un tanque donde se preparaba esta sustancia durante una visita a la fábrica.

- Experimento 1160 / Boxy Boo: un monstruo parecido a una caja sorpresa y el primer monstruo exitoso que creó Playtime Co. y que aparece por primera vez en el videojuego spin-off Project: Playtime. También tiene un breve cameo en la grabación de seguridad que Poppy le muestra al jugador en el capítulo 3, durante los acontecimientos de la "Hora de la Alegría".

## Recepción
Poppy Playtime fue bien recibido en su lanzamiento inicial. El juego también ganó exposición rápidamente en plataformas como Youtube y Twitch.
Sin embargo, el juego ha sido objetivo de diversas críticas y controversias a lo largo del tiempo que han afectado la imagen pública tanto del juego como la de los desarrolladores.
En twitter, los desarrolladores anunciaron NFT' s (Tokens no fungibles) de los carteles del juego, lo que rápidamente recibió una reacción violenta y críticas negativas de la comunidad, así como algunos usuarios emitieron reembolsos, argumentando que los desarrolladores pusieron el «lore» del juego detrás de un muro de pago. En respuesta, los desarrolladores eliminaron el anuncio.
La policía de Dorset emitió un comunicado a los padres sobre el personaje Huggy Wuggy, afirmando que, debido al nombre del personaje, varios videos no estaban siendo filtrados por los filtros parentales en varias plataformas. También afirmaron que varias escuelas del Reino Unido informaron sobre niños que recrean un juego en el que un niño abraza a otro y luego susurra cosas siniestras al oído del destinatario. En Uruguay, ante la internación de varios niños en centros hospitalarios, el Ministerio de Salud Pública emitió una serie de recomendaciones para alertar a padres y madres sobre posibles riesgos.

### Críticas
En su reseña para "Gamereactor" Claus Larsen califico al juego con un ocho al adular la atmósfera del juego, algunas mecánicas y la dificultad de algunos acertijos así como el diseño del villano del primer capítulo Huggy Wuggy. Pero fue crítico por la poca duración de la primera parte y la iluminación del mismo así como mostrarse optimista por el desempeño del segundo capítulo. Escribiendo para Cultura Geek Lucas Robledo le dio una reseña positiva al segundo capítulo en donde reconoció una mejoría en los acertijos, la duración y en la trama del mismo, criticando principalmente la presencia de glitches y bugs que se generaron a consecuencia del lanzamiento apresurado del juego, mientras que el capítulo 3 fue muy bien recibido, siendo sus reseñas en Steam como "muy positivas", en cambio el capítulo 4 recibió críticas mixtas en Steam.

## Project: Playtime
El 31 de octubre de 2022, se anunció Project: Playtime, un juego de terror cooperativo gratuito ambientado en el universo de Poppy Playtime. Se lanzó en Steam el 12 de diciembre de 2022.

## Adaptación cinematográfica
En abril de 2022, según Deadline Hollywood, MOB Entertainment se asoció con Studio71 para producir una adaptación cinematográfica del videojuego, y Zach Belanger dijo que "va a ser un gran viaje". Según los informes, MOB Entertainment y Studio71 estaban por incorporar a Roy Lee al proyecto.
Finalmente tras dos años sin novedades, la película será coproducida y desarrollada por Don Murphy y Susan Montford de Legendary Entertainment y Angry Films. La noticia fue anunciada en mayo de 2024.